# Ed Bryant (Politiker)

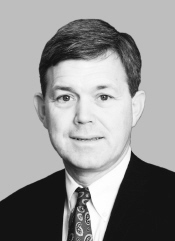
Ed Bryant

Edward Glenn „Ed“ Bryant (* 7. September 1948 in Jackson, Tennessee) ist ein US-amerikanischer Jurist und Politiker. Zwischen 1995 und 2003 vertrat er den Bundesstaat Tennessee im US-Repräsentantenhaus.

## Werdegang
Ed Bryant besuchte die Jackson High School und studierte danach bis 1972 an der University of Mississippi unter anderem Jura. Gleichzeitig absolvierte er eine Offiziersschule der US Army, in der er bis 1978 diente. In den Jahren 1977 und 1978 lehrte er an der US-Militärakademie in West Point Verfassungsrecht. Von 1991 bis 1993 war er Bundesstaatsanwalt für den westlichen Teil des Staates Tennessee.
Politisch schloss sich Bryant der Republikanischen Partei an. Bei den Kongresswahlen des Jahres 1994 wurde er im siebten Wahlbezirk von Tennessee in das US-Repräsentantenhaus in Washington, D.C. gewählt, wo er am 3. Januar 1995 die Nachfolge von Don Sundquist antrat. Nach drei Wiederwahlen konnte er bis zum 3. Januar 2003 vier Legislaturperioden im Kongress absolvieren. Im Jahr 1998 wurde er einer der Beauftragten für das später erfolglose Amtsenthebungsverfahren gegen Präsident Bill Clinton.
2002 verzichtete Bryant auf eine erneute Kandidatur für das US-Repräsentantenhaus. Stattdessen bewarb er sich in diesem Jahr sowie erneut 2006 jeweils erfolglos um die Nominierung seiner Partei für die Wahlen zum US-Senat. Seit Dezember 2008 ist Ed Bryant Bundesrichter (Magistrate Judge) für das westliche Gebiet des Staates Tennessee.